# Horst-Günter Gregor
Horst-Günter Gregor (* 24. Juli 1938 in Elbing; † 25. April 1995 in Leipzig) war ein DDR-Schwimmsportler. Er gewann in den 1960er Jahren in verschiedenen Staffelwettbewerben zwei Europameistertitel sowie drei Silbermedaillen bei Olympischen Spielen.

## Sportliche Erfolge

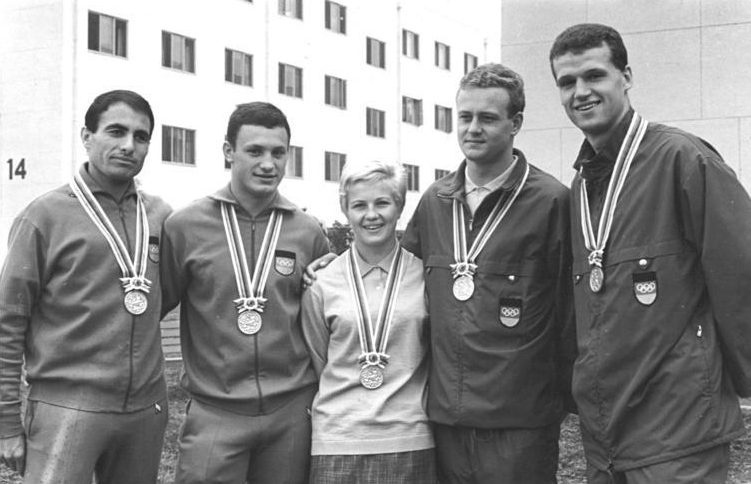
Horst-Günter Gregor (1. v. r.) mit anderen Medaillengewinnern aus der DDR bei den Olympischen Spielen 1964 in Tokio

Horst-Günter Gregor belegte 1958 mit der 4-mal-200-Meter-Freistilstaffel und mit der 4-mal-100-Meter-Lagenstaffel jeweils den vierten Platz bei den Europameisterschaften. Danach wechselte er vom SC Aufbau Magdeburg zum SC DHfK Leipzig. Mit der Mannschaft der Deutschen Demokratischen Republik (DDR) wurde er 1962 in Leipzig Europameister in der 4-mal-100-Meter-Lagenstaffel und belegte über 100 Meter Freistil den achten Platz. 1964 verbesserte er den Europarekord über 100 Meter Schmetterling auf 59,3 Sekunden, diese Strecke war allerdings noch nicht olympisch. Bei den Olympischen Spielen 1964 in Tokio gewann er für die gesamtdeutsche Mannschaft startend mit der 4-mal-200-Meter-Freistilstaffel und der 4-mal-100-Meter-Lagenstaffel je eine Silbermedaille. In beiden Staffeln waren je zwei Schwimmer aus der DDR und aus der Bundesrepublik Deutschland (BRD) im Einsatz.
Nach 1964 starteten bei Olympischen Spielen anstelle der gesamtdeutschen Mannschaft getrennte Mannschaften aus der BRD und der DDR. Mit der DDR-Staffel wurde Horst-Günter Gregor 1966 in Utrecht Europameister in der 4-mal-100-Meter-Freistilstaffel. Darüber hinaus belegte er bei den Europameisterschaften 1966 mit der 4-mal-200-Meter-Freistilstaffel und mit der 4-mal-100-Meter-Lagenstaffel sowie im Einzelwettbewerb über 200 Meter Schmetterling jeweils den zweiten Platz. Zwei Jahre später bei den Olympischen Spielen 1968 in Mexiko-Stadt belegte er mit der Mannschaft der DDR erneut den zweiten Platz in der 4-mal-100-Meter-Lagenstaffel.
Bei DDR-Meisterschaften errang er insgesamt 21 Meistertitel, darunter über 100 Meter Schmetterling (1962, 1963 und 1966), über 200 Meter Schmetterling (1964, 1965, 1966 und 1968) und über 100 Meter Freistil (1956, 1957, 1958, 1959, 1962, 1966 und 1968) 14 nationale Einzeltitel.

## Leben nach dem Leistungssport
Horst-Günter Gregor war mit der Schwimmerin Bärbel Walter verheiratet, sein Sohn Jens Gregor wurde mit der Staffel Vierter bei den Europameisterschaften 1981. 1961 schloss er sein Studium als Bauingenieur ab. Er wirkte von 1968 bis 1976 als Bezirkstagsabgeordneter von Leipzig und war von 1979 bis 1992 als Direktor beim Staatssekretariat für Körperkultur und Sport für die Sportstätten verantwortlich. Nach der Wende war er Vorsitzender des sächsischen Schwimmverbandes.

## Auszeichnungen (Auswahl)
- 1962: Vaterländischer Verdienstorden in Bronze
- 1964: Vaterländischer Verdienstorden in Silber
- 1968: Vaterländischer Verdienstorden in Gold